# Serdar Semiz
Serdar Semiz (* 15. April 1982 in Huddinge, Schweden) ist ein schwedisch-türkischer Eishockeyspieler, der seit 2014 beim IFK Tumba unter Vertrag steht und mit dem Klub seit 2016 in der Hockeyettan, der dritthöchsten Spielklasse Schwedens, spielt.

## Karriere
Serdar Semiz, der als Sohn türkischer Eltern im schwedischen Huddinge im südlichen Umland von Stockholm geboren wurde, begann seine Karriere als Eishockeyspieler in der Nachwuchsabteilung des Flemmingsbergs IK. Mit 17 Jahren wechselte er zum AIK Solna. Mit der U20-Mannschaft des Vereins spielte er in der J20 SuperElit, der höchsten Juniorenliga Schwedens. Bereits während seiner Zeit beim AIK-Nachwuchs begann er auch bereits in der Herren-Mannschaft des Stockholmer Stadtteilklubs Mälarhöjden/Bredäng zu spielen. Dort stand er – mit Ausnahme der Spielzeit 2003/04, als sein Club in die Division 2 abgestiegen war – bis Ende 2007 in der Division 1, der dritthöchsten Spielklasse des Landes, auf dem Eis. Inmitten der Spielzeit 2007/08 wechselte er zum Ligakonkurrenten Botkyrka HC. 2009 zog es ihn in das Land seiner Vorfahren zum Kocaeli Büyükşehir Belediyesi Kağıt SK, für den er ebenso in der Superliga spielte, wie für den İzmir Büyükşehir Belediyesi SK. 2012 kehrte er nach Schweden zu Mälarhöjden/Bredäng zurück und spielte dort in der Division 2. 2014 wechselte er zum Ligakonkurrenten IFK Tumba. Mit dem Team aus der Gemeinde Botkyrka stieg er 2016 in die Hockeyettan, die dritthöchste schwedische Spielklasse, auf.

### International
In der türkischen Nationalmannschaft wurde Semiz erstmals bei der Weltmeisterschaft 2012 in der Division III eingesetzt, wo ihm mit der Mannschaft vom Bosporus der Aufstieg in die Division II gelang. Er hatte als zweitbester Torschütze hinter dem Iren Gareth Roberts maßgeblich zu diesem Erfolg beigetragen. Dort spielte der Stürmer dann bei den Weltmeisterschaften 2013, 2014, als er zum besten Spieler seiner Mannschaft gewählt wurde, aber den Abstieg nicht vermeiden konnte, und 2017. Nach dem zwischenzeitlichen Abstieg spielte er 2015, als er gemeinsam mit seinen Landsleuten Alec Koçoğlu und Serkan Gümüş sowie dem Georgier Witali Dumbadse zweitbester Torschütze hinter dem Nordkoreaner Hong Chun-rim war, und 2016, als er gemeinsam mit dem Georgier Artjom Kosjulin und dem Luxemburger Colm Cannon drittbester Scorer des Turniers hinter dem Georgier Boris Kotschkin und seinem Landsmann Emrah Özmen sowie mit acht Vorlagen auch drittbester Vorbereiter hinter Kotschkin und Cannon, wobei war und dabei maßgeblich zum Wiederaufstieg in die Division II beitrug, wieder in der Division III.

## Erfolge und Auszeichnungen
- 2004 Aufstieg in die Division 1 mit Mälarhöjden/Bredäng
- 2012 Aufstieg in die Division II, Gruppe B, bei der Weltmeisterschaft der Division III
- 2016 Aufstieg in die Hockeyettan mit dem IFK Tumba
- 2016 Aufstieg in die Division II, Gruppe B, bei der Weltmeisterschaft der Division III